# Camptomyia sickliformis
Camptomyia sickliformis är en tvåvingeart som beskrevs av Jaiswal 1988. Camptomyia sickliformis ingår i släktet Camptomyia och familjen gallmyggor. Inga underarter finns listade i Catalogue of Life.